# ANIMATOR (festival)
El Festival Internacional de Cine de Animación ANIMATOR (en polaco: Międzynarodowy Festiwal Filmów Animowanych ANIMATOR), organizado bajo el patrocinio de la ciudad de Poznań, es el festival internacional de cine de animación más importante en Polonia. 
En cada edición del festival se presentan más de 500 películas de todo el mundo, incluidas retrospectivas, ciclos temáticos de películas, estrenos, proyecciones con la música en vivo y obras de los pionieros de la animación pocas veces presentadas. Las proyecciones están acompañadas por el Concurso Internacional de las Películas Cortometrajes y Largometrajes de Animación al que se presentan las películas de más de 50 países. Las películas están juzgadas por un jurado internacional. El programa del festival incluye también encuentros con artistas, exhibiciones, performances, conciertos, talleres y conferencias. 
Lo que destaca este festival es el enfoque en la relación entre la animación y la música. Muchas proyecciones están acompañadas por la música en vivo – un trío de jazz, grupo de rock, colectivo de DJs e incluso orquesta sinfónica. El programa de cada edición del festival presenta un amplio espectro temático, cultural e histórico. En el festival se presentan no sólo las obras nuevas realizadas en técnicas diferentes y las tendencias actuales en el cine de animación, sino también la rica historia y prehistoria de la cinematografía mundial.
El director artístico del festival es Marcin Giżycki.

## Categorías y premios
| Año  | Premio                                                                       | Película                                                                 | Director                            | País            | Año de producción |
| ---- | ---------------------------------------------------------------------------- | ------------------------------------------------------------------------ | ----------------------------------- | --------------- | ----------------- |
| 2008 | Gran Premio (El Pegaso de Oro)                                               | Madame Tutli-Putli                                                       | Chris Lavis and Maciek Szczerbowski | Canadá          | 2007              |
| 2008 | Segundo Premio (El Pegaso de Plata)                                          | Muto                                                                     | Blu                                 | Italia          | 2008              |
| 2008 | Tercer Premio (El Pegaso de Bronce)                                          | Laska                                                                    | Michał Socha                        | Polonia         | 2008              |
| 2008 | Premios especiales                                                           |                                                                          |                                     |                 |                   |
| 2008 | Premio especial del jurado                                                   | Eletvonal (“La línea de la vida”)                                        | Tomek Ducki                         | Hungría         | 2007              |
| 2008 | Mejor película ecológica                                                     | Veterinararsts (“El veterinario”)                                        | Signe Baumane                       | Letonia         | 2007              |
| 2008 | Premio de los directores del festival                                        | Exit                                                                     | Grzegorz Koncewicz                  | Polonia         | 2006              |
| 2008 | Premio de la Oficina del Festival ANIMATOR                                   | Try Yangaly (“Tres ángeles”)                                             | Yulia Rudiskaya                     | Bielorrusia     | 2007              |
| 2008 | Menciones especiales                                                         |                                                                          |                                     |                 |                   |
| 2008 | Mejor guion                                                                  | Štyri (“Cuatro”)                                                         | Ivana Šebestová                     | Eslovaquia      | 2008              |
| 2008 | Mejor música y sonido                                                        | Seemannstreue                                                            | Anna Kalus, música: Florian Kappler | Alemania        | 2008              |
| 2008 | Mejor debut                                                                  | Dokumanimo                                                               | Małgorzata Bosek                    | Polonia         | 2007              |
| 2008 | Mejor película de niños                                                      | Tôt ou tard                                                              | Jadwiga Kowalska                    | Suiza           | 2007              |
| 2009 | Gran Premio (El Pegaso de Oro)                                               | Eintritt zum Paradies um 3 € 20 („Entrada al paraíso 3 € 20”)            | Edith Stauber                       | Austria         | 2008              |
| 2009 | Segundo Premio del Instituto Nacional Audiovisual (El Pegaso de Plata)       | Chainsaw                                                                 | Dennis Tupicoff                     | Australia       | 2007              |
| 2009 | Tercer Premio (El Pegaso de Bronce)                                          | Kaasasundinud kohustused (“Un deber inalienable”)                        | Rao Heidmets                        | Estonia         | 2008              |
| 2009 | Premios especiales                                                           |                                                                          |                                     |                 |                   |
| 2009 | Premio especial a la mejor película musical                                  | Virus                                                                    | Robert Proch                        | Polonia         | 2009              |
| 2009 | Premio especial a la mejor película de niños                                 | Gerald's Last Day                                                        | Justin & Shel Rasch                 | Estados Unidos  | 2009              |
| 2009 | Premio del público                                                           | La maison en petits cubes                                                | Kunio Kato                          | Japón           | 2008              |
| 2010 | Gran Premio (El Pegaso de Oro)                                               | Ukryte ("Lo escondido")                                                  | Piotr Szczepanowicz                 | Polonia         | 2009              |
| 2010 | Segundo Premio del Instituto Nacional Audiovisual (El Pegaso de Plata)       | Simon vagyok (“Soy Simon”)                                               | Tunde Molnar                        | Hungría         | 2009              |
| 2010 | Tercer Premio (El Pegaso de Bronce)                                          | Big Bang Big Boom                                                        | Blu                                 | Italia          | 2010              |
| 2010 | Premios especiales                                                           |                                                                          |                                     |                 |                   |
| 2010 | Premio especial a la mejor película musical/música                           | Love & Theft                                                             | Andreas Hykade                      | Alemania        | 2010              |
| 2010 | Premio especial a la mejor película de niños                                 | A trip to the seaside                                                    | Nina Bisyarina                      | Rusia           | 2008              |
| 2010 | Premio del público                                                           | Big Bang Big Boom                                                        | Blu                                 | Italia          | 2010              |
| 2010 | Menciones especiales                                                         |                                                                          |                                     |                 |                   |
| 2010 | Mención especial del Jurado                                                  | Millhaven                                                                | Bartek Kulas                        | Polonia         | 2010              |
| 2010 | Mención especial del Jurado a la mejor película de niños                     | Zhila-bila mucha (“Érase una vez una mosca")                             | Alena Oyatieva                      | Rusia           | 2009              |
| 2011 | Gran Premio (El Pegaso de Oro)                                               | Sinna mann                                                               | Anita Killi                         | Noruega         | 2009              |
| 2011 | Segundo Premio del Instituto Nacional Audiovisual (El Pegaso de Plata)       | Baka!!                                                                   | Immanuel Wagner                     | Suiza           | 2010              |
| 2011 | Tercer Premio (El Pegaso de Bronce)                                          | Crossed Sild                                                             | Lea Vidaković, Ivana Bošnjak        | Noruega         | 2010              |
| 2011 | Special prizes                                                               |                                                                          |                                     |                 |                   |
| 2011 | Premio especial a la mejor película de niños                                 | Chroniques de la poisse                                                  | Osman Cerfon                        | Francia         | 2010              |
| 2011 | Premio del público                                                           | Sinna mann                                                               | Anita Killi                         | Noruega         | 2009              |
| 2012 | Gran Premio (El Pegaso de Oro)                                               | Ya videl kak mishy kota horonili (“Vi a los ratones enterrando al gato“) | Dmitry Geller                       | Rusia/China     | 2011              |
| 2012 | Segundo Premio del Instituto Nacional Audiovisual (El Pegaso de Plata)       | Tussilago                                                                | Jonas Odell                         | Suecia          | 2010              |
| 2012 | Tercer Premio (El Pegaso de Bronce)                                          | Le grand ailleurs et le petit ici                                        | Michèle Lemieux                     | Canadá          | 2011              |
| 2012 | Premios especiales                                                           |                                                                          |                                     |                 |                   |
| 2012 | Premio especial a la mejor película musical/música                           | Sunny Afternoon                                                          | Thomas Renoldner                    | Austria         | 2012              |
| 2012 | Premio de la Asociación de Cineastas de Polonia al Mejor Cortometraje Polaco | Papierowe pudełko (“Caja de papel”)                                      | Zbigniew Czapla                     | Polonia         | 2011              |
| 2012 | Premio especial al mejor largometraje                                        | Droga na drugą stronę (“Camino a otro lado”)                             | Anca Damian                         | Rumanía/Polonia | 2011              |
| 2012 | Premio del público                                                           | Rew Day                                                                  | Svilen Dimitrov                     | Bulgaria        | 2012              |

## Ediciones
- Primera: 07-12 de julio de 2008 http://www.animator-festival.com/2008/index.php?lang=EN
- Segunda: 06-11 de julio de 2009 http://www.animator-festival.com/2009/index.php?lang=EN
- Tercera: 12-17 de julio de 2010 http://www.animator-festival.com/2010/index.php?lang=EN
- Cuarta: 15-21 de julio de 2011 http://www.animator-festival.com/2011/index.php?lang=EN
- Quinta: 13-19 de julio de 2012 http://www.animator-festival.com/2012/index.php?lang=EN
- Sexta: prevista para 13-19 de julio de 2013